# Metropolitana de Fortaleza
Metropolitana de Fortaleza is een van de zeven mesoregio's van de Braziliaanse deelstaat Ceará. Zij grenst aan de Atlantische Oceaan in het noorden en noordoosten en de mesoregio Norte Cearense in het zuidoosten, zuiden en westen. De mesoregio heeft een oppervlakte van ca. 3760 km². Midden 2004 werd het inwoneraantal geschat op 3.224.502.
Twee microregio's behoren tot deze mesoregio:
- Fortaleza
- Pacajus

Mesoregio's: Centro-Sul Cearense · Jaguaribe · Metropolitana de Fortaleza · Noroeste Cearense · Norte Cearense · Sertões Cearenses · Sul Cearense

Microregio's: Baixo Curu · Baixo Jaguaribe · Barro · Baturité · Brejo Santo · Canindé · Cariri · Caririaçu · Cascavel · Chapada do Araripe · Chorozinho · Coreaú · Fortaleza · Ibiapaba · Iguatu · Ipu · Itapipoca · Lavras da Mangabeira · Litoral de Aracati · Litoral de Camocim e Acaraú · Médio Curu · Médio Jaguaribe · Meruoca · Pacajus · Santa Quitéria · Serra do Pereiro · Sertão de Crateús · Sertão de Inhamuns · Sertão de Quixeramobim · Sertão de Senador Pompeu · Sobral · Uruburetama · Várzea Alegre